# 9425 Marconcini
9425 Marconcini eller 1996 CM7 är en asteroid i huvudbältet som upptäcktes den 14 februari 1996 av de båda italienska astronomerna Ulisse Munari och Maura Tombelli vid Cima Ekar-observatoriet. Den är uppkallad efter amatörastronomen Massimiliano Marconcini.
Asteroiden har en diameter på ungefär 4 kilometer.